# Негулеску, Йон
Йон Негулеску (рум. Ion Negulescu; 1 апреля 1887, Турну-Мэгуреле — 1 апреля 1949, Жилава) — румынский военный и государственный деятель, министр обороны (7 декабря 1944 года—6 марта 1945 года), корпусной генерал.

## Биография
Получил военное образование в артиллерийском училище (1906—1908) и Военной школе (1919—1921).
Участник Первой мировой войны, сражался в составе тяжелой артиллерийской батареи. Отличился в ходе боёв в Бессарабии.
Участник Второй мировой войны. С 4 июня 1941 по 6 декабря 1944 года — генерал армии генерал Йон Негулеску командовал корпусом пограничной охраны. Действовал на территории Буковины против советских войск и поощрял движение сопротивления РККА в этом районе.
С 7 декабря 1944 года по 6 марта 1945 года занимал пост военного министра в правительствах во главе с генералом Константином Сэнэтеску и Николае Рэдеску.
29 декабря 1948 года был арестован по обвинению в принадлежности к «Движению национального сопротивления».
Умер в тюрьме г. Жилава 1 апреля 1949 года.

## Звания
- Лейтенант — 1911
- Капитан — 1916
- Майор — 1917
- Подполковник — 1923
- Полковник — 1929
- Бригадный генерал — 1937
- Дивизионный генерал — 1940
- Корпусной генерал — 1942